# Blanchester
Blanchester è un villaggio degli Stati Uniti d'America, situato nello stato dell'Ohio, diviso tra la contea di Clinton e la contea di Warren.